# Stiftung Sankt Barbara Deutschland
Die Stiftung Sankt Barbara Deutschland ist eine rechtsfähige Stiftung des bürgerlichen Rechts mit Hauptsitz in Munster.
Stiftungszweck ist die Förderung der Fürsorge für Kriegsopfer, -hinterbliebene und -beschädigte infolge von Landminen, damit verbunden die Prävention durch Räumung von Landminen und Beseitigung von Kampfmitteln sowie die Entwicklungshilfe. Sie finanziert sich bisher durch Spenden sowie durch Aufträge internationaler Organisationen, des Auswärtigen Amtes und Italiens. Die Stiftung war in Angola, Somaliland, Sudan und Äthiopien tätig. Bis 2009 betrieb sie ein Minenräumprojekt in Zentral-Angola.
Nachdem das Auswärtige Amt die Förderung der Projekte in Angola eingestellt hatte, zog die Stiftung sich von dort zurück. Von 2011 bis 2013 war die Stiftung in Libyen tätig und räumte dort Hinterlassenschaften des Bürgerkriegs 2011. Hierzu unterhielt sie in einem Vorort von Tripolis ein Büro und beschäftigte neben zwei ausländischen Experten zahlreiche einheimische Mitarbeiter.
Vorsitzender der Stiftung Sankt Barbara ist Klaus Koehler, Inhaber der gleichnamigen Kampfmittelbeseitigungsfirma. Weitere Vorstandsmitglieder sind Hans Peter Thul und Peter Würtz, Vizepräsident der Deutschen Atlantischen Gesellschaft. Mitglieder des Kuratoriums sind unter anderen SKH Ernst August Prinz von Hannover und Thomas Kossendey. Auch Peter Scholl-Latour und Karlheinz Böhm (beide 2014 verstorben) gehörten dem Kuratorium an.